# Kazuhiro Mori
Kazuhiro Mori (jap. 盛 一大, Mori Kazuhiro; * 17. September 1982) ist ein ehemaliger japanischer Bahn- und Straßenradrennfahrer.
Mori gewann 2005 den Prolog der Tour de Hokkaidō. Seit 2006 fährt er für das japanische Continental Team Aisan Racing Team. Zu Beginn der Saison belegte er auf dem vierten Teilstück der Tour de Langkawi den sechsten Rang. Später konnte er wieder den Prolog bei der Hokkaido-Rundfahrt für sich entscheiden. Außerdem wurde er Zweiter bei der Tour de Okinawa hinter dem Sieger Takashi Miyazawa.
Ende der Saison 2014 beendete er seine Karriere.

## Erfolge – Straße
2005
- Prolog Tour de Hokkaidō

2006
- Prolog Tour de Hokkaidō

2008
- zwei Etappen Tour de Hokkaidō

2009
- Japanische Meisterschaft – Einzelzeitfahren
- eine Etappe Tour de Hokkaidō
- Ostasienspiele – Mannschaftszeitfahren (mit Makoto Iijima, Kazuo Inoue und Hayato Yoshida)

2010
- Tour of South China Sea

2011
- Gesamtwertung Tour de Okinawa

## Erfolge – Bahn
2009
- Weltcup Kopenhagen – Scratch

2012
- Asienmeister – Punktefahren

## Teams
- 2006 Aisan Racing
- 2007 Aisan Racing Team
- 2008 Aisan Racing Team
- 2009 Aisan Racing Team
- 2010 Aisan Racing Team
- 2011 Aisan Racing Team
- 2012 Aisan Racing Team
- 2013 Aisan Racing Team
- 2014 Aisan Racing Team